# Cuca Lazzarotto
Regina Paula Lazzarotto (São Paulo, 11 de outubro de 1968) é uma jornalista e apresentadora de televisão brasileira.

## Carreira
Cuca iniciou sua carreira como modelo ainda criança. Com a abertura da MTV no Brasil, ela deu inicio a sua carreira de apresentadora em 20 de outubro de 1990 como VJ da MTV, na qual apresentou o Disk MTV, entre vários outros programas da emissora, durante seis anos. A apresentadora foi então para a Rede Globo, na qual foi repórter do programa Domingão do Faustão. Na mesma época se formou em jornalismo e apresentou transmissões de festivais como Rock in Rio e Free Jazz Festival.
Cuca participou do lançamento do Disney Channel no Brasil, em que apresentou o programa Disney Planet por quatro anos, mostrando atrações dos Parque de diversão da Disney pelo mundo. Na antiga TVE, hoje TV Brasil, apresentou um talk show de MPB, o Conversa Afinada, e depois o programa Metrópolis, na TV Cultura, ao lado de Cunha Jr.